# Психоделія

Символ нескінченності, з темних крапок, з яскравими крапками посередині, що утворюють додаткові криві, в результаті чого створюється психоделічний ефект

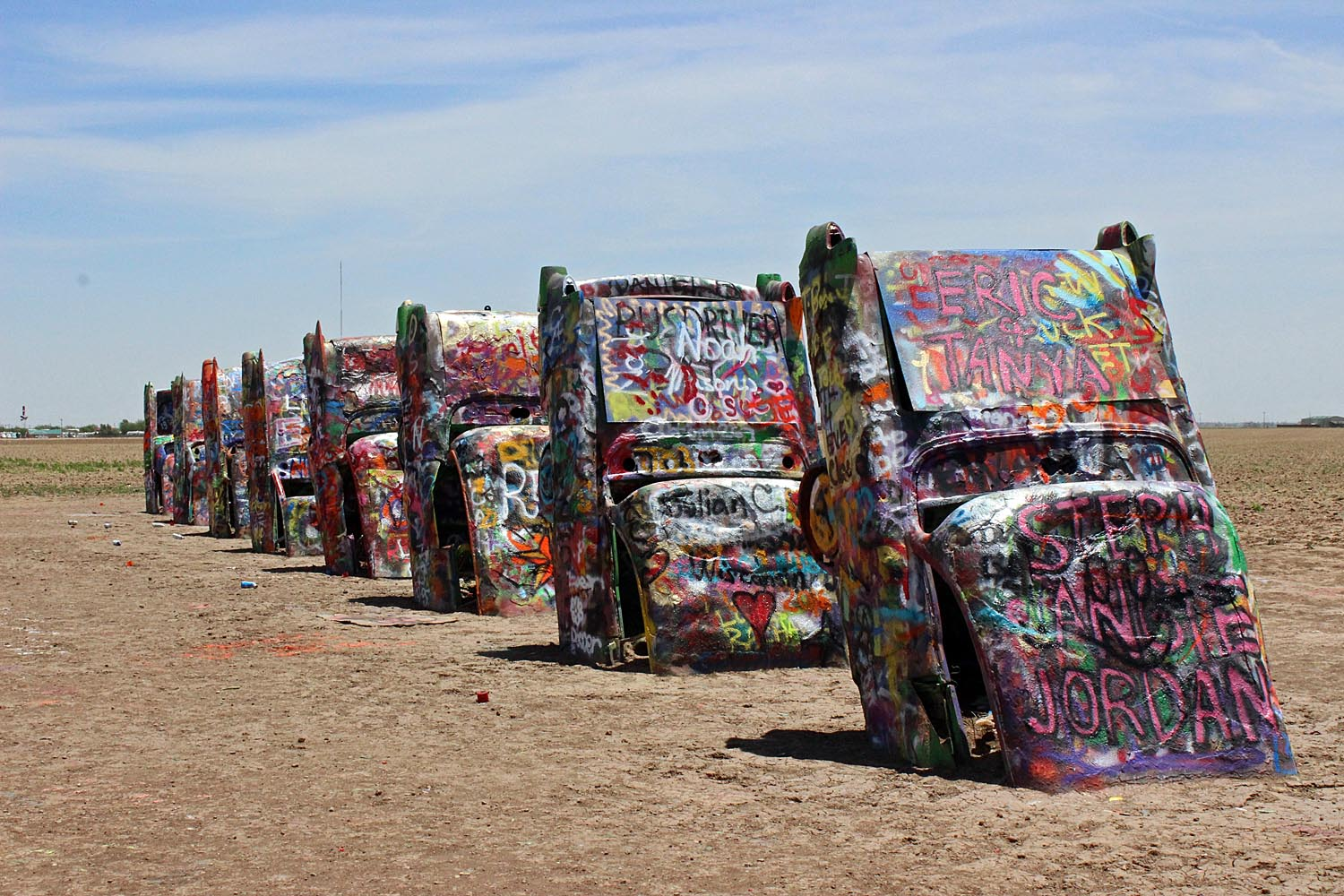
Зразок психоделічного мистецтва

Психоделі́я (від грец. ψυχή — душа, δήλος — ясний) — термін, у загальному випадку означає коло явищ, пов'язаних з досягненням зміненого стану свідомості.

## Сфера застосування терміна
Насамперед, це слово асоціюється з окремим класом галюциногенних психоактивних речовин, який називається психоделіками, хоча використовується також назва психотоміметики.
Термін психоделіки вперше вжив у 1956 році британський психіатр Гамфрі Осмонд, який вивчав можливості застосування цих речовин (насамперед ЛСД) у психотерапії. Надалі слово було популяризовано в роботах Тімоті Лірі й Олдоса Гакслі. Першовідкривач ЛСД Альберт Гофманн у своїй книзі «ЛСД — моя важка дитина» пише:
|  | В іншій методиці, популярній в Сполучених Штатах, єдина, дуже висока доза ЛСД (0,3-0,6 мг) приймається після інтенсивної психологічної підготовки пацієнта. Цей метод, називаний психоделічною терапією, намагається викликати релігійно-містичні переживання за допомогою шокових ефектів ЛСД. Такий дослідницький досвід може послужити надалі початковою точкою для перебудови й лікування особистості пацієнта, разом із психотерапевтичним лікуванням. Термін психоделічний, який можна перекласти як «розум, що проявляє» або «розширювальну свідомість», був запропонований Гамфрі Осмондом, піонером дослідження ЛСД у США. |

Водночас багато хто не схильний зводити поняття «психоделії» до наркотиків, адже «розширення свідомості» і пов'язані з ним пізнання можуть бути досягнуті і без застосування психоактивних препаратів як-то під час бойового трансу або за допомоги різноманітних методик, пропонованих релігіями, деякими формами психотерапії і альтернативної медицини, окультизмом, містицизмом, філософією нью-ейдж тощо.
«Психоделічний досвід» («тріп»; тих, хто його переживає, називають «психонавтами») пов'язують не лише з вживанням ЛСД чи, наприклад, ібогаїну, янгольської труби, 2C-x (речовини психоделічної родини фенетиламінів, такі як 25-NB, NBOMe (N-methoxybenzyl), 2C-B тощо), DOx (речовини класу психоделічних амфетамінів, такі як ДОМ, ДОБ тощо), або канабіс, але й із сеансами холотропного дихання, гімнастикою Цигун та сенсорною депривацією, «езотеричними пошуками», «контактерством», «візіонерством», дослідженнями «астрального плану» тощо (або просто із проявами шизофренії та інших розладів). Загалом концепцію цих експериментів можна звести до отримання «нових знань» без цілеспрямованих дій у фізичному просторі, оскільки під час безнаркотичного, «медитативного» психоделічного досвіду «візіонер» зазвичай сидить або лежить із заплющеними очима. 
Люди можуть відчувати духовний і трансцендентний досвід: це може включати зв'язок з вищою силою або глибше розуміння сенсу життя, підвищену емпатію: люди можуть відчувати глибший зв'язок і розуміння інших і проявляти більше співчуття до них, підвищену креативність: дослідження показують, що психоделічний стан може стимулювати творчість. У людей з'являються нові ідеї, образи і натхнення, а також кращі навички вирішення проблем і генерування нових концепцій;  потенціал для лікування психічних розладів: кілька досліджень показують, що психоделіки мають потенціал для лікування низки психічних розладів, таких як депресія, тривога та залежність.

## «Психоделія по-радянськи»
Радянський психіатр-нарколог Олександр Данилін у своїй книзі «LSD: галюциногени, психоделія і феномен залежності», приділяє особливу увагу «психоделії по-радянськи» і також відокремлює термін «психоделія» від однозначного зв'язку із уживанням наркотиків. Він розповідає про «езотеричні шукання» серед жителів СРСР в 1960—1970-х роках у часи розквіту наркотичної «психоделічної революції» на Заході. Окрема увага приділяється ролі КДБ у цьому процесі.
Зокрема, Данілін зазначав:
|  | Якщо в Америці стрімко наростаюча молодіжна революція мала свої виразні етапи у вигляді хвилеподібного використання LSD і наступного пошуку психологічних аналогів наркотичного трансу, то вітчизняна психоделія споконвічно зайнялася пошуком того, що ми назвали "особливими станами свідомості"... Не всі її учасники могли визначити, що саме вони шукають. Один з наших пацієнтів визначав почуття, за яким ішов, як "голод, що спалює все усередині, на пізнання всього заборонного й позамежного". |

## Психоделія в культурі
Психоделічні досліди одержали широке відображення в сучасному мистецтві, породивши поняття «психоделічна музика», графіка, література, кіно.
В образотворчому мистецтві «психоделічними» (за сучасними уявленнями) можна назвати багато робіт художників-авангардистів світу першої половини XX століття (наприклад, Сальвадора Далі). Найяскравішим представником сучасної психоделічної графіки можна назвати Алекса Грея. Новий імпульс жанр одержав з розвитком технологій комп'ютерної графіки (див., наприклад, роботи Люка Брауна).
Піонерами психоделічної музики вважаються Pink Floyd, The Doors, Rolling Stones, частково The Beatles і інші колективи, пов'язані з субкультурою хіпі. Подібні проекти прийнято відносити до психоделічного року, хоча вже до кінця 1960-х психоделія поширилася і на соул- та фолк- напрямки. У середині 1990-х років від базової культури гоа-трансу відбрунькувався так званий «психоделічний транс» (типові представники — ізраїльські проєкти Infected Mushroom, Astrix), а також з'явився «психоделічний ембієнт» (psybient), (типові представники — Shpongle, Bluetech та інші. Психоделічний панк-рок повною мірою представлений проєктом анархіста Єгора Лєтова Єгор і Опіздєнєвшиє та альбомами «Довге щасливе життя» (2004) і «Реанімація » (2005) його основного проєкту Цивільна оборона.
У своїх роботах більшість митців використовують образи, запозичені з релігійних традицій Азії Азії (буддизм, індуїзм, кришнаїзм), які також можна віднести до психоделічних за сучасними уявленнями.
До психоделічної літератури, по-перше, можна віднести наукові і псевдонаукові книги про психоделічні дослідження, а також деякі роботи, присвячені психічним розладам, насамперед шизофренії (наприклад, теорії Станіслава Грофа, Карлоса Кастанеди). По-друге, так можна охарактеризувати філософські (візіонерські) та літературні інтерпретації психоделічного досвіду. Серед авторів — Лірі, Гакслі, Пєлєвін, Гайдук та інші.
Багато мотивів з кінематографу також можна охарактеризувати як психоделічні (наприклад, фільм «Страх і ненависть у Лас-Вегасі», що має культовий статус).